# Bučina (Vranov)
Bučina (německy Butschina) je malá vesnice, část obce Vranov v okrese Benešov. Nachází se asi 1,5 km na jihovýchod od Vranova. V roce 2009 zde bylo evidováno 7 adres. Bučina leží v katastrálním území Vranov u Čerčan o výměře 6,12 km².

## Historie
První písemná zmínka o vesnici pochází z roku 1426.